# Непозната отаџбина
Непозната отаџбина je југословенски телевизијски есеј из 1998. године, посвећен поезији српског песника Драгана Лакићевића. Режирао га је Слободана Јовановића.

## Стихове чита
- Данило Лазовић